# Delta del río Indo
El delta del río Indo (en sindhi: سنڌو ٽِڪور‎) es un delta fluvial que se forma cuando el río Indo desemboca en el mar Arábigo, en Pakistán. El delta comprende una superficie de unos 41 440 km² —con una parte activa de 6000 km²— y tiene aproximadamente 210 km de longitud en la dirección donde se encuentra con el mar. La región tiene un clima árido y solo recibe entre 250-500 mm de lluvia en un año normal. El delta alberga los mayores bosques de manglares áridos del mundo, así como muchas aves, peces y el delfín del Indo.
Desde la década de 1940, el delta ha recibido menos agua como resultado de los proyectos de irrigación a gran escala que derivan grandes cantidades de agua del Indo antes de que este llegue al delta. El resultado ha sido catastrófico para el medio ambiente y la población local. Como resultado, las inundaciones en Pakistán de 2010 fueron consideradas como «buena noticia» para el ecosistema y la población del delta del río, ya que llevaron al delta la tan necesaria agua dulce.
La población de la parte activa del delta se estimó en 2003 en 900 000 personas. La mayoría de la población depende de la agricultura y la pesca. Los manglares proporcionan leña, usada como combustible. Muchos antiguos asentamientos en el delta han sido abandonados como consecuencia de la falta de agua en el Indo y la anegación del mar Arábigo.

## Historia
Según algunos relatos, la flota macedonia de Alejandro Magno ancló durante algún tiempo en el delta del río Indo. Fue dañada por un tsunami generado por un terremoto frente a la costa de Makrán en el año 325 a. C.
Según el Tarikh-i-Hind (también conocido como el Chach Nama) hacía el siglo VI existía un puerto llamado Debal en lo que hoy es la parte occidental del delta del Indo. Debal también parecía ser la base de los piratas la tribu de Nagamara. Estos piratas atacaban a los omeyas, y la negativa del príncipe reinante, Raja Dahir, a solucionar el problema precipitó la conquista musulmana en torno a 710 (por Muhammad bin Qasim). Debal siguió siendo un puerto y la última mención de que hay constancia es del año 1223. Cuando Ibn Batuta llegó al delta del Indo, Debal ya había sido abandonada preventivamente para garantizar el acceso al mar debido al aumento de los bancos de arena.
Durante los abasíes, el califato rāshidūn comenzó a desintegrarse, y el delta quedó bajo el control de la provincia cada vez más autónoma centrada en Mansura. La parte oriental del delta fue incluso más independiente y quedó controlada por la tribu sumra hasta 1053, cuando la región quedó bajo el control de Alauddin Khilji, de la dinastía Khilji del sultanato de Delhi. La tribu tuvo varias capitales, pero ninguna está poblada hoy. En 1333, la dinastía Samma gobernó todo el delta, y estableció su capital por primera vez en Samu-i (en la margen sur del lago Keenjhar) y más tarde en Thatta. Fue durante el control de esta dinastía cuando tuvo lugar en el delta y Sindh la «edad dorada del gobierno nativo» (1461-1509), bajo el gobierno de Jam Nizamuddin II.
Entre 1591-92, el imperio mogol libró una campaña para que el Bajo Sindh quedase bajo dominio imperial, lo que resultó en que el delta quedó bajo la provincia de Multan y gobernado por Mirza Beg Ghazi. En 1739, la región, junto con muchas otras, fue cedida a Nadir Shah. Los kalhora gobernaron la región hasta 1783. El poder fue entonces transferido a los talpures hasta que los británicos invadieron la región en 1843. En 1947, el delta del Indo, junto con el resto de Sindh, se convirtió en parte de Pakistán.
Desde 1957, el Departamento de Vida Silvestre y Bosque de Sindh (Sindh Forest and Wildlife Department) se ha encargado de la protección y la gestión de 280 580 hectáreas (45% estimado) de la superficie boscosa del manglar del delta del Indo. En 1973, 64 405 hectáreas (11 %) fueron transferidas a Port Qasim. La Sindh Board of Revenue continúa gestionando 272 485 hectáreas (44%) de la zona. Esta última zona se caracteriza por estar «sin protección».

## Geografía
La longitud estimada de la línea de costa del delta con el mar Arábigo (longitud máxima en dirección de la costa) es aproximadamente de 210 km, 220 km, y 240 km. Debido a que el curso del río Indo ha cambiado en diferentes puntos a lo largo de la historia, hay una región activa y una total (todas las áreas que una vez fueron parte del delta). La superficie total se estima en 29 524 km², 30 000 km² y 41 440 km². El área activa se estima en 4762 km², y 6000 km². La longitud total del delta a lo largo del eje del Indo se estima en 240 km, mientras que el delta actual se extiende desde el mar Arábigo hasta el sur de Thatta (~ 100 km). En este momento hay 17 arroyos importantes y numerosos arroyos de menor importancia.
El delta recibe casi toda su agua desde el río Indo, que tiene un flujo anual de aproximadamente 180 hm³, y que va acompañada de 400 millones de toneladas de cieno. Desde la década de 1940, se han construido muchas presas, diques y obras de riego en el río Indo. (De hecho, el Banco Mundial ha caracterizado esos trabajos como «los mayores del mundo» y al sistema de irrigación de la cuenca del Indo (Indus Basin Irrigation System) como el «mayor sistema de riego contiguo desarrollado durante los últimos 140 años» en cualquier parte del mundo.) Esto ha servido para reducir el flujo de agua y en 1994 solo era e 43 hm³, con una cantidad anual de limo descargada estimada en 100 millones de toneladas. Desde 1994, el flujo de agua ha disminuido aún más ya que se ha asignado al Punjab una mayor proporción del agua.
El clima del delta es árido y solo recibe 250-500 mm de lluvia en un año normal. Las temperaturas medias en la región del delta están entre los 21-30 °C, en julio, y los 10-21 °C en enero. Durante el verano, el delta experimenta intensos vientos monzónicos del suroeste, causantes de que partes del delta queden cubiertas por el agua del mar. Cuando esas aguas se retiran, dejan sales en el suelo del delta. Durante el invierno los vientos en el delta vienen del noreste.
Los vientos monzónicos de verano también contribuyen a elevar los niveles de energía de las olas De hecho, el delta está sometido a la mayor acción de las olas de cualquier delta fluvial del mundo. (La cantidad de energía undimotriz que recibe el delta del Indo en un solo día es mayor que la recibida por el delta del Misisipí en un año.) A lo largo de la historia, el delta ha sobrevivido a esta acción de las olas debido a la gran descarga de agua dulce que contrarresta la erosión del impacto de las olas. Esta gran cantidad de energía undimotriz, junto con la falta de limo que fluye desde el río Indo (como se mencionó anteriormente), ha dado lugar a la formación de playas de arena.
El río Indo comenzó a formarse hace alrededor de 50 millones de años y hace unos 25 millones de años, se levantó la llanura del Indo.

## Biodiversidad

### Flora
Los bosques de manglares son una de las comunidades ecológicas más abundantes del delta, pero han disminuido a lo largo de los años. Según Haq et al., cubrieron una superficie de 600.000 hectáreas hasta la década de 1980 y se pueden encontrar a lo largo de los 240 km de toda la costa, en el 40 % de la zona intermareal y en el 10 % del abanico del delta. Memon informa que el área de los manglares era de 263 000 hectáreas en 1977 y de 158.500 hectáreas en 1990. Ambos coinciden en que eran el sexto mayor bosque de manglares del mundo. Anteriormente había ocho especies de manglares, aunque ahora solo quedan cuatro: Aegiceras corniculatum, Avicennia marina, Ceriops tagal y Rhizophora mucronata. Entre ellas Aegiceras corniculatum constituye el 99% de la población de manglares. Desde 2007, los manglares del delta del Indo son los mayores bosques de manglares de clima desértico en el mundo.
Arthrocnemum macrostachyum también se encuentra creciendo en el delta.

### Fauna
El delta del río Indo es una importante región para la migración de aves acuáticas, y es una zona rica en fauna de agua dulce. El delfín del Indo —una especie en peligro de extinción que habita en el delta— tiene poca necesidad de ojos y está realmente ciego debido a que la luz no penetra en el agua turbia del Indo (causada por los sedimentos).
En el delta se encuentran numerosas especies endémicas de peces: Indus baril (Barilius modestus), garúa Indus (Clupisoma naziri) y Rita bagre (Rita rita). El delta está habitada por varios peces cabeza de serpiente, incluido el cabeza de serpiente gigante (Channa marulius), que crece hasta los 2 m de largo y que se alimenta de peces locales, ranas, serpientes, insectos y lombrices de tierra (y se dice que incluso de aves acuáticas). El pez Hilsa, que puede nadar hasta 71 kilómetros por día, estacionalmente migra desde el mar Arábigo para desovar en las regiones de agua dulce del delta. El mahaseer dorado también se encuentra en el delta.[cita requerida]

### Amenazas

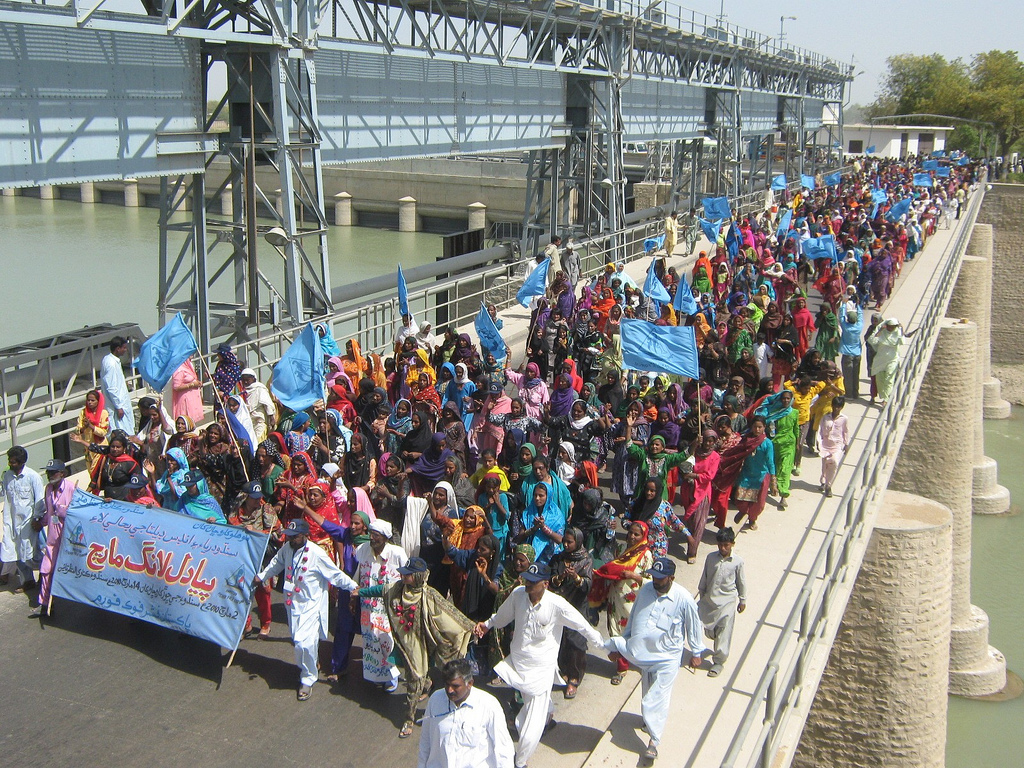
Los pakistaníes se manifestaron del 2 al 14 de marzo de 2010 para exigir la rehabilitación del delta del río Indo.

El flujo natural del agua y de fértiles sedimentos desde el río Indo en el delta se ha visto obstaculizado debido a la construcción de presas a lo largo del río. La reducción de agua dulce debido a las presas también ha aumentado su salinidad, haciendo que las aguas del delta sean inadecuados para las especies de agua dulce. En el caso del delfín del Indo, la construcción de presas ha aislado la población de delfines del delta de los delfines aguas arriba. Las inundaciones en Pakistán de 2010 fueron consideradas como una «buena noticia» para el ecosistema del delta del río, ya que llevaron un exceso de la muy necesaria agua dulce. El gobierno de Sindh anunció que se habían plantado 8.000 hectáreas de bosques de manglares y que consideraba hacer más plantaciones (sin embargo, el delta ha perdido 170.000 hectáreas de manglares en los últimos 50 años).
El delta se enfrenta a la contaminación tanto del mar como del río Indo. Los vertidos químicos en el río amenazan a muchas especies. La mayor parte de estos vertidos son aguas de escorrentía de la agricultura, con pesticidas y fertilizantes. El delta se enfrenta también a la contaminación del mar Arábigo. Karachi, la mayor ciudad de Pakistán, libera las aguas residuales y descarga las de las unidades industriales en el mar Arábigo, siendo la mayor parte de ellas tratadas. Tanto el puerto de Karachi como Port Qasim soportan importantes tráficos marítimos, lo que resulta en la descarga de petróleo, algunas de las cuales alcanzan el delta. Toda esta contaminación reduce la calidad del agua del río y provoca la eutrofización y la reducción de la cantidad de hábitat.
A la luz de las amenazas, el delta del Indo fue declarado sitio Ramsar el 5 de noviembre de 2002. El WWF está trabajando e investigando métodos de conservación para aliviar la escasez de agua dulce en el delta del Indo.

## Población

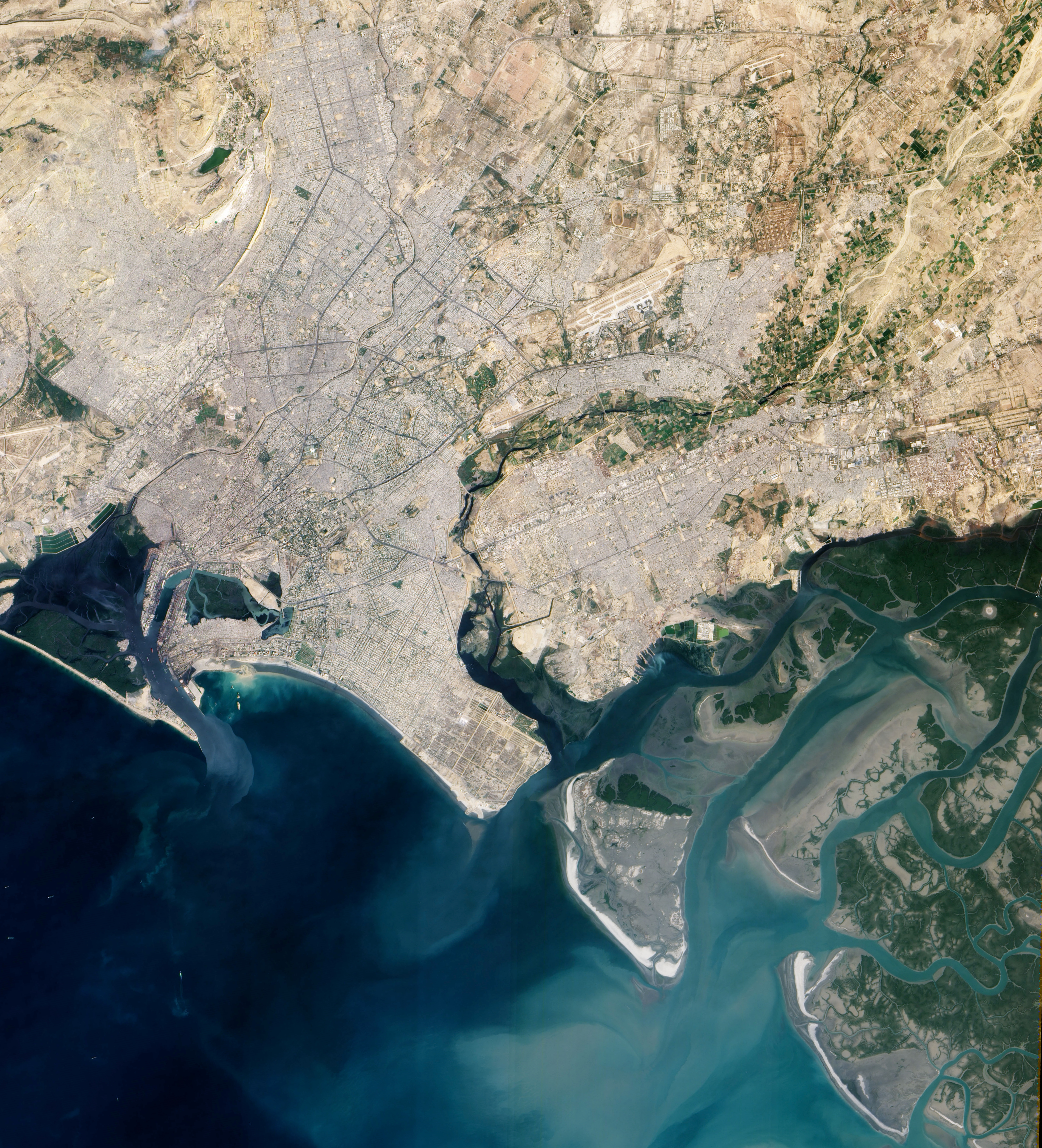
Karachi (en el centro de la imagen) está situado a lo largo del borde occidental del delta del río Indo (abajo a la derecha).

La población del delta se estimó en 2003 en 900.000 personas (la población total de los manglares del delta del río Indo-mar Arábigo fue de 1,2 millones de personas). En el delta del río, cerca de 140.000 personas (el 16% de la población) depende de los manglares para su sustento, y el 60% depende de los bosques para obtener combustible. Al menos el 75% de la población activa en el delta dependen de la industria pesquera. La población sufre de la falta de instalaciones sanitarias y de personal médico. Solo alrededor de un tercio de la población tiene acceso al agua potable.
Los grupos étnicos del Bajo Sindh que se encuentra en la región del delta son: mallaah, mohano, soomro, samma y jat. Todos estos grupos hablan sindhi y siguer el Islam.
El delta está dentro de los distritos de Thatta y Badin de la provincia Sindh. La quinta ciudad pakistaní, Hyderabad, se encuentra a unos 130 kilómetros al norte de la desembocadura del Indo. Se encuentran ciudades en todo el delta, pero no hay ciudades grandes en el delta al sur de Hyderabad. Karachi, la mayor ciudad del país, se encuentra al oeste del delta, en la costa del mar Arábigo.
Las inundaciones en Pakistán de 2010 desplazaron a casi 1 millón de personas en el sur de la provincia de Sindh, incluidos los que vivían en el delta. A pesar de este desplazamiento y de otras destrucciones causadas en el resto del país, sin embargo, muchas personas en el delta consideraron las inundaciones como una «buena noticia»: los pobladores informaron de abundancia de agua dulce para beber y para la agricultura; y los pescadores reportaron un aumento en sus capturas.

### Economía
La economía del delta consiste en la agricultura y la pesca. En 2005, más de 140 000 hectáreas de tierra se dedicaban a la agricultura, principalmente para el cultivo de arroz, seguido de la caña de azúcar y el trigo. Otros cultivos importantes fueron también la cebada, gramo, semillas oleaginosas, maíz, mijo, algodón y aorgo. Las frutas, como coco, mango, higo, granada, manzana, melocotón, melón, plátano, guayaba y papaya también crecieron. El delta también tenía grandes pastizales para el pastoreo de ganado.
En 2003 la pesca también fue una importante fuente de ingresos. Las capturas de peces dependientes del manglar fueron valoradas en $20 millones anuales, camarones en $ 70 millones y cangrejos en $ 3 millones.

### Migración
Como resultado de la degradación de los recursos, un gran éxodo de personas ha tenido lugar desde el delta del Indo. Altaf Memom estima que 90.000 personas han sido desplazadas y que unas 120 aldeas han quedado despobladas. Una de las razones esgrimidas es la escasez de arbustos y plantas locales que se utilizan para la preparación de diversos materiales (sobre todo por los habitantes Jat). Otros han emigrado debido a la falta de agua potable. El Foro de Pescadores de Pakistán (Pakistan Fisherfolk Forum) estima que 14.400 personas de la costa del delta, la mayoría de ellos pescadores, se encuentran entre los que han dejado.
Kharochan, fue una bulliciosa ciudad en el delta hasta la década de 1970. Su puerto se utilizaba para exportar productos cultivados localmente, como la seda, el arroz y la madera. Sin embargo, la salinidad creciente destruyó la agricultura local y el puerto se perdió en el mar Arábigo, que lo invadió en el año 2006.

### Desarrollo sostenible
En 2009, el Fondo Mundial para la Naturaleza (WWF) construyó un gran depósito de agua (12 000 litros de capacidad) en el pueblo de Tippin (en Keti Bandar) y unos pocos tanques plásticos de almacenamiento (con una capacidad de 4000 litros). También estableció paneles solares de 200 vatios para abastecer de electricidad a una escuela. Finalmente se instalaron dos turbinas eólicas de 500 vatios. La electricidad antes no estaba disponible debido al alto costo de establecer líneas de energía en un área de difícil acceso.
En 2010, la Sindh Radiant Organization, en colaboración con la WWF) instaló una planta de desalinización con energía solar desarrollada por el Consejo de Investigaciones Científicas e Industriales Pakistaní  en la aldea de Jat Mohammad. La planta es capaz de proporcionar 150 litros de agua potable cada día. Aunque la planta no es suficiente para satisfacer las necesidades de todo el pueblo, el Ministerio de Ciencia paquistaní y otras ONG han mostrado interés en replicarla para aliviar la escasez de agua en el delta. La Research and Development Foundation, una ONG pakistaní, también ha comenzó a implementar la desalinización solar en seis aldeas de Thatta con fondos de Oxfam.
La Comisión económica y social para Asia y el Pacífico de las Naciones Unidas (United Nations Economic and Social Commission for Asia and the Pacific) ha estimado el potencial de generación de electricidad por aprovechamiento de la energía de las corrientes de marea a lo largo de 170 km de línea costera del delta en 100 kW.

## Conflicto pesquero indo-pakistaní
Los pescadores paquistaníes en el delta se han enfrentado cada vez con más detenciones en aguas de la India por extravios accidentales durante la pesca. Los pescadores se han visto obligados a pescar cerca de la frontera como resultado de la destrucción de los ecosistemas en el resto del delta. Debido a que los límites entre la India y Pakistán están mal delimitados en algunas áreas (por ejemplo, Sir Creek), los pescadores a menudo no saben cuando han cruzado la frontera. Las ONG dicen que bajo las leyes indias, el pescador puede hacer frente, a lo sumo, a tres meses de prisión y a una multa de $12. Sin embargo, la mayoría son encarcelados un año y sus barcos se venden en subasta. Los pescadores indios que cruzan a Pakistán se enfrentan a un destino similar.